# 奥富萨河

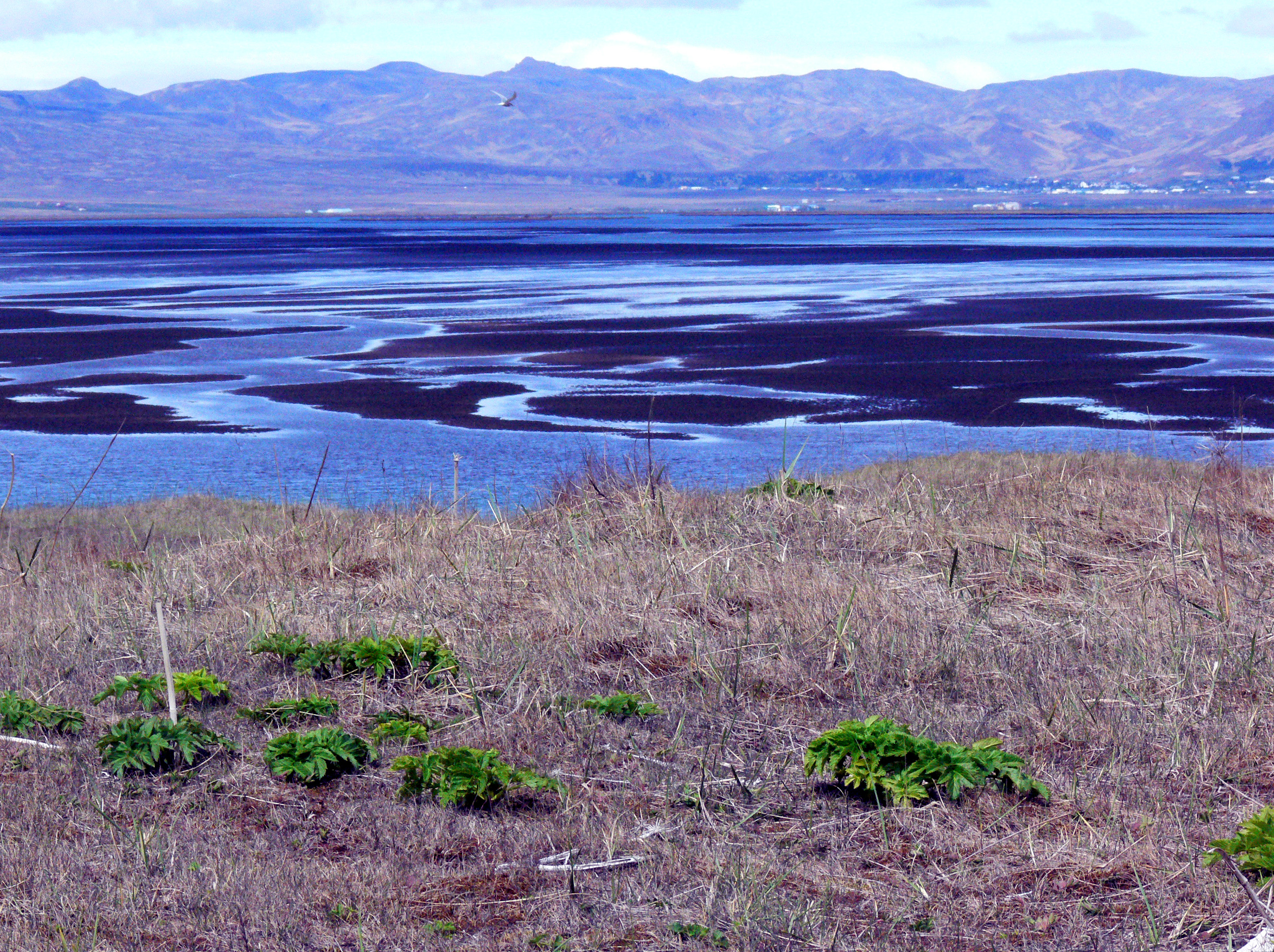
惠拉蓋爾濟旁的奥富萨河

奥富萨河是冰島的一條河流。该河流从塞尔福斯北边两条支流汇合处算起，然後注入北大西洋，長达25公里。它是冰島流量最大的河流，平均流量为每秒423立方米。它的流域面积为5760平方公里。该河流内有大型的鮭魚渔业。河流入海口的东岸有一座自然保护区。